# Lista di asteroidi (238001-239000)
Di seguito una lista di asteroidi dal numero 238001 al 239000 con data di scoperta e scopritore.

## 238001-238100
| Nome     | Designazione provvisoria | Data di scoperta | Scopritore               |
| -------- | ------------------------ | ---------------- | ------------------------ |
| 238001 - | 2002 TC105               | 4 ottobre 2002   | LINEAR                   |
| 238002 - | 2002 TT111               | 3 ottobre 2002   | LINEAR                   |
| 238003 - | 2002 TP124               | 4 ottobre 2002   | LINEAR                   |
| 238004 - | 2002 TE140               | 3 ottobre 2002   | LINEAR                   |
| 238005 - | 2002 TT140               | 5 ottobre 2002   | Spacewatch               |
| 238006 - | 2002 TU153               | 5 ottobre 2002   | LINEAR                   |
| 238007 - | 2002 TH165               | 2 ottobre 2002   | NEAT                     |
| 238008 - | 2002 TD212               | 6 ottobre 2002   | NEAT                     |
| 238009 - | 2002 TX212               | 7 ottobre 2002   | NEAT                     |
| 238010 - | 2002 TQ251               | 7 ottobre 2002   | NEAT                     |
| 238011 - | 2002 TE262               | 10 ottobre 2002  | NEAT                     |
| 238012 - | 2002 TV304               | 4 ottobre 2002   | Sloan Digital Sky Survey |
| 238013 - | 2002 TF314               | 4 ottobre 2002   | Sloan Digital Sky Survey |
| 238014 - | 2002 TA320               | 5 ottobre 2002   | Sloan Digital Sky Survey |
| 238015 - | 2002 TK355               | 10 ottobre 2002  | Sloan Digital Sky Survey |
| 238016 - | 2002 TJ381               | 9 ottobre 2002   | NEAT                     |
| 238017 - | 2002 UC18                | 30 ottobre 2002  | NEAT                     |
| 238018 - | 2002 UL29                | 31 ottobre 2002  | NEAT                     |
| 238019 - | 2002 UV29                | 30 ottobre 2002  | Spacewatch               |
| 238020 - | 2002 UY58                | 29 ottobre 2002  | Sloan Digital Sky Survey |
| 238021 - | 2002 UF72                | 29 ottobre 2002  | NEAT                     |
| 238022 - | 2002 VE5                 | 5 novembre 2002  | Young, J. W.             |
| 238023 - | 2002 VT9                 | 1º novembre 2002 | LINEAR                   |
| 238024 - | 2002 VE22                | 5 novembre 2002  | LINEAR                   |
| 238025 - | 2002 VR23                | 5 novembre 2002  | LINEAR                   |
| 238026 - | 2002 VA38                | 5 novembre 2002  | LINEAR                   |
| 238027 - | 2002 VS49                | 5 novembre 2002  | LONEOS                   |
| 238028 - | 2002 VH93                | 11 novembre 2002 | LINEAR                   |
| 238029 - | 2002 VO104               | 12 novembre 2002 | LINEAR                   |
| 238030 - | 2002 VH126               | 12 novembre 2002 | LINEAR                   |
| 238031 - | 2002 WF4                 | 24 novembre 2002 | NEAT                     |
| 238032 - | 2002 WZ8                 | 24 novembre 2002 | NEAT                     |
| 238033 - | 2002 WA27                | 24 novembre 2002 | NEAT                     |
| 238034 - | 2002 WB30                | 23 novembre 2002 | NEAT                     |
| 238035 - | 2002 XS44                | 7 dicembre 2002  | LINEAR                   |
| 238036 - | 2002 XO48                | 10 dicembre 2002 | LINEAR                   |
| 238037 - | 2002 XO70                | 10 dicembre 2002 | LINEAR                   |
| 238038 - | 2002 XX76                | 11 dicembre 2002 | LINEAR                   |
| 238039 - | 2002 XG78                | 11 dicembre 2002 | LINEAR                   |
| 238040 - | 2002 XG119               | 10 dicembre 2002 | NEAT                     |
| 238041 - | 2002 YS33                | 31 dicembre 2002 | Spacewatch               |
| 238042 - | 2003 AF5                 | 1º gennaio 2003  | LINEAR                   |
| 238043 - | 2003 AO28                | 4 gennaio 2003   | LINEAR                   |
| 238044 - | 2003 AF33                | 5 gennaio 2003   | LINEAR                   |
| 238045 - | 2003 AE50                | 5 gennaio 2003   | LINEAR                   |
| 238046 - | 2003 BR19                | 26 gennaio 2003  | NEAT                     |
| 238047 - | 2003 BN20                | 27 gennaio 2003  | LONEOS                   |
| 238048 - | 2003 BH37                | 28 gennaio 2003  | Spacewatch               |
| 238049 - | 2003 BP40                | 27 gennaio 2003  | NEAT                     |
| 238050 - | 2003 BA41                | 28 gennaio 2003  | LINEAR                   |
| 238051 - | 2003 BT51                | 27 gennaio 2003  | LINEAR                   |
| 238052 - | 2003 BZ52                | 27 gennaio 2003  | LINEAR                   |
| 238053 - | 2003 BQ56                | 30 gennaio 2003  | LONEOS                   |
| 238054 - | 2003 BK71                | 31 gennaio 2003  | LINEAR                   |
| 238055 - | 2003 BY72                | 28 gennaio 2003  | NEAT                     |
| 238056 - | 2003 BD74                | 29 gennaio 2003  | NEAT                     |
| 238057 - | 2003 BD77                | 30 gennaio 2003  | NEAT                     |
| 238058 - | 2003 CC2                 | 1º febbraio 2003 | LINEAR                   |
| 238059 - | 2003 CT3                 | 2 febbraio 2003  | LONEOS                   |
| 238060 - | 2003 CG7                 | 1º febbraio 2003 | LINEAR                   |
| 238061 - | 2003 CG17                | 7 febbraio 2003  | Yeung, W. K. Y.          |
| 238062 - | 2003 DP17                | 22 febbraio 2003 | Kessel, J. W.            |
| 238063 - | 2003 EG                  | 3 marzo 2003     | LINEAR                   |
| 238064 - | 2003 EA16                | 7 marzo 2003     | NEAT                     |
| 238065 - | 2003 ES22                | 6 marzo 2003     | LINEAR                   |
| 238066 - | 2003 EX32                | 7 marzo 2003     | LONEOS                   |
| 238067 - | 2003 EH33                | 7 marzo 2003     | LONEOS                   |
| 238068 - | 2003 EK39                | 8 marzo 2003     | LINEAR                   |
| 238069 - | 2003 EQ40                | 8 marzo 2003     | LINEAR                   |
| 238070 - | 2003 EF57                | 9 marzo 2003     | LONEOS                   |
| 238071 - | 2003 FM1                 | 23 marzo 2003    | NEAT                     |
| 238072 - | 2003 FW7                 | 30 marzo 2003    | LINEAR                   |
| 238073 - | 2003 FU18                | 24 marzo 2003    | Spacewatch               |
| 238074 - | 2003 FG32                | 23 marzo 2003    | Spacewatch               |
| 238075 - | 2003 FL57                | 26 marzo 2003    | NEAT                     |
| 238076 - | 2003 FA61                | 26 marzo 2003    | NEAT                     |
| 238077 - | 2003 FC69                | 26 marzo 2003    | Spacewatch               |
| 238078 - | 2003 FZ81                | 27 marzo 2003    | NEAT                     |
| 238079 - | 2003 FE90                | 29 marzo 2003    | LONEOS                   |
| 238080 - | 2003 FE94                | 29 marzo 2003    | LONEOS                   |
| 238081 - | 2003 FC95                | 30 marzo 2003    | LONEOS                   |
| 238082 - | 2003 FS98                | 30 marzo 2003    | LINEAR                   |
| 238083 - | 2003 FT98                | 30 marzo 2003    | LINEAR                   |
| 238084 - | 2003 FE99                | 30 marzo 2003    | LINEAR                   |
| 238085 - | 2003 FU111               | 31 marzo 2003    | LINEAR                   |
| 238086 - | 2003 FE115               | 31 marzo 2003    | LONEOS                   |
| 238087 - | 2003 FF123               | 26 marzo 2003    | NEAT                     |
| 238088 - | 2003 GY26                | 5 aprile 2003    | LONEOS                   |
| 238089 - | 2003 GA35                | 8 aprile 2003    | LINEAR                   |
| 238090 - | 2003 GX44                | 7 aprile 2003    | LINEAR                   |
| 238091 - | 2003 GP49                | 10 aprile 2003   | Spacewatch               |
| 238092 - | 2003 GT49                | 10 aprile 2003   | Spacewatch               |
| 238093 - | 2003 HK14                | 26 aprile 2003   | LINEAR                   |
| 238094 - | 2003 HH17                | 25 aprile 2003   | LONEOS                   |
| 238095 - | 2003 HH21                | 26 aprile 2003   | Spacewatch               |
| 238096 - | 2003 HJ25                | 25 aprile 2003   | Spacewatch               |
| 238097 - | 2003 HZ26                | 27 aprile 2003   | LONEOS                   |
| 238098 - | 2003 HN29                | 28 aprile 2003   | LONEOS                   |
| 238099 - | 2003 HZ29                | 28 aprile 2003   | LONEOS                   |
| 238100 - | 2003 HU35                | 27 aprile 2003   | LINEAR                   |

## 238101-238200
| Nome                | Designazione provvisoria | Data di scoperta  | Scopritore                  |
| ------------------- | ------------------------ | ----------------- | --------------------------- |
| 238101 -            | 2003 HD36                | 27 aprile 2003    | LONEOS                      |
| 238102 -            | 2003 HL37                | 26 aprile 2003    | NEAT                        |
| 238103 -            | 2003 HH40                | 29 aprile 2003    | LINEAR                      |
| 238104 -            | 2003 HT50                | 28 aprile 2003    | LINEAR                      |
| 238105 -            | 2003 HX50                | 28 aprile 2003    | LINEAR                      |
| 238106 -            | 2003 HZ57                | 25 aprile 2003    | Spacewatch                  |
| 238107 -            | 2003 JU3                 | 2 maggio 2003     | Spacewatch                  |
| 238108 -            | 2003 JN7                 | 2 maggio 2003     | LINEAR                      |
| 238109 -            | 2003 JZ13                | 5 maggio 2003     | LINEAR                      |
| 238110 -            | 2003 KA18                | 27 maggio 2003    | NEAT                        |
| 238111 -            | 2003 KJ28                | 21 maggio 2003    | LONEOS                      |
| 238112 -            | 2003 KL36                | 30 maggio 2003    | LINEAR                      |
| 238113 -            | 2003 KE37                | 23 maggio 2003    | Spacewatch                  |
| 238114 -            | 2003 MX                  | 21 giugno 2003    | Bickel, W.                  |
| 238115 -            | 2003 MM1                 | 23 giugno 2003    | LINEAR                      |
| 238116 -            | 2003 OE                  | 18 luglio 2003    | McNaught, R. H.             |
| 238117 -            | 2003 OR4                 | 22 luglio 2003    | NEAT                        |
| 238118 -            | 2003 OF18                | 26 luglio 2003    | LINEAR                      |
| 238119 -            | 2003 OK19                | 30 luglio 2003    | NEAT                        |
| 238120 -            | 2003 OV20                | 31 luglio 2003    | Broughton, J.               |
| 238121 -            | 2003 OO23                | 22 luglio 2003    | CINEOS                      |
| 238122 -            | 2003 OO27                | 24 luglio 2003    | NEAT                        |
| 238123 -            | 2003 OU28                | 24 luglio 2003    | NEAT                        |
| 238124 -            | 2003 OY32                | 23 luglio 2003    | NEAT                        |
| 238125 -            | 2003 PQ2                 | 2 agosto 2003     | NEAT                        |
| 238126 -            | 2003 QW                  | 18 agosto 2003    | CINEOS                      |
| 238127 -            | 2003 QB5                 | 20 agosto 2003    | CINEOS                      |
| 238128 -            | 2003 QH13                | 22 agosto 2003    | NEAT                        |
| 238129 Bernardwolfe | 2003 QK31                | 24 agosto 2003    | Christophe, B.              |
| 238130 -            | 2003 QQ33                | 22 agosto 2003    | LINEAR                      |
| 238131 -            | 2003 QE55                | 23 agosto 2003    | LINEAR                      |
| 238132 -            | 2003 QW58                | 23 agosto 2003    | NEAT                        |
| 238133 -            | 2003 QA60                | 23 agosto 2003    | LINEAR                      |
| 238134 -            | 2003 QG66                | 22 agosto 2003    | LINEAR                      |
| 238135 -            | 2003 QL71                | 24 agosto 2003    | Uppsala-DLR Asteroid Survey |
| 238136 -            | 2003 QQ72                | 23 agosto 2003    | NEAT                        |
| 238137 -            | 2003 QO103               | 31 agosto 2003    | NEAT                        |
| 238138 -            | 2003 QP111               | 31 agosto 2003    | LINEAR                      |
| 238139 -            | 2003 RX                  | 1º settembre 2003 | LINEAR                      |
| 238140 -            | 2003 RT7                 | 4 settembre 2003  | Broughton, J.               |
| 238141 -            | 2003 RN13                | 15 settembre 2003 | NEAT                        |
| 238142 -            | 2003 RB24                | 14 settembre 2003 | NEAT                        |
| 238143 -            | 2003 SP18                | 16 settembre 2003 | Spacewatch                  |
| 238144 -            | 2003 SB20                | 16 settembre 2003 | Spacewatch                  |
| 238145 -            | 2003 SB31                | 18 settembre 2003 | Spacewatch                  |
| 238146 -            | 2003 SQ36                | 18 settembre 2003 | Yeung, W. K. Y.             |
| 238147 -            | 2003 SS38                | 16 settembre 2003 | NEAT                        |
| 238148 -            | 2003 SQ39                | 16 settembre 2003 | NEAT                        |
| 238149 -            | 2003 SC41                | 17 settembre 2003 | NEAT                        |
| 238150 -            | 2003 SD41                | 17 settembre 2003 | NEAT                        |
| 238151 -            | 2003 SJ41                | 17 settembre 2003 | NEAT                        |
| 238152 -            | 2003 SG42                | 17 settembre 2003 | LINEAR                      |
| 238153 -            | 2003 SY46                | 16 settembre 2003 | LONEOS                      |
| 238154 -            | 2003 ST50                | 18 settembre 2003 | NEAT                        |
| 238155 -            | 2003 SW54                | 16 settembre 2003 | LONEOS                      |
| 238156 -            | 2003 SA56                | 16 settembre 2003 | LONEOS                      |
| 238157 -            | 2003 SC60                | 17 settembre 2003 | LONEOS                      |
| 238158 -            | 2003 SV72                | 18 settembre 2003 | Spacewatch                  |
| 238159 -            | 2003 SN73                | 18 settembre 2003 | Spacewatch                  |
| 238160 -            | 2003 SQ73                | 18 settembre 2003 | Spacewatch                  |
| 238161 -            | 2003 SD81                | 19 settembre 2003 | Spacewatch                  |
| 238162 -            | 2003 SB86                | 16 settembre 2003 | Spacewatch                  |
| 238163 -            | 2003 SG91                | 18 settembre 2003 | LINEAR                      |
| 238164 -            | 2003 SX121               | 17 settembre 2003 | CINEOS                      |
| 238165 -            | 2003 SY130               | 19 settembre 2003 | NEAT                        |
| 238166 -            | 2003 SC134               | 18 settembre 2003 | NEAT                        |
| 238167 -            | 2003 SX136               | 20 settembre 2003 | Spacewatch                  |
| 238168 -            | 2003 SJ141               | 19 settembre 2003 | NEAT                        |
| 238169 -            | 2003 SN148               | 16 settembre 2003 | LINEAR                      |
| 238170 -            | 2003 SK149               | 16 settembre 2003 | Spacewatch                  |
| 238171 -            | 2003 SD150               | 17 settembre 2003 | LINEAR                      |
| 238172 -            | 2003 SH168               | 23 settembre 2003 | NEAT                        |
| 238173 -            | 2003 SD175               | 18 settembre 2003 | Spacewatch                  |
| 238174 -            | 2003 SF176               | 18 settembre 2003 | NEAT                        |
| 238175 -            | 2003 SG203               | 22 settembre 2003 | LONEOS                      |
| 238176 -            | 2003 SS211               | 25 settembre 2003 | NEAT                        |
| 238177 -            | 2003 SR215               | 24 settembre 2003 | LINEAR                      |
| 238178 -            | 2003 SP217               | 27 settembre 2003 | Spacewatch                  |
| 238179 -            | 2003 SR219               | 28 settembre 2003 | Yeung, W. K. Y.             |
| 238180 -            | 2003 SW221               | 28 settembre 2003 | Yeung, W. K. Y.             |
| 238181 -            | 2003 SO237               | 26 settembre 2003 | LINEAR                      |
| 238182 -            | 2003 SW249               | 26 settembre 2003 | LINEAR                      |
| 238183 -            | 2003 SW253               | 27 settembre 2003 | LINEAR                      |
| 238184 -            | 2003 ST257               | 28 settembre 2003 | LINEAR                      |
| 238185 -            | 2003 SJ258               | 28 settembre 2003 | Spacewatch                  |
| 238186 -            | 2003 SW267               | 29 settembre 2003 | Spacewatch                  |
| 238187 -            | 2003 SC270               | 24 settembre 2003 | NEAT                        |
| 238188 -            | 2003 SU279               | 17 settembre 2003 | Spacewatch                  |
| 238189 -            | 2003 SH287               | 29 settembre 2003 | Spacewatch                  |
| 238190 -            | 2003 SU293               | 27 settembre 2003 | LINEAR                      |
| 238191 -            | 2003 SM294               | 28 settembre 2003 | LINEAR                      |
| 238192 -            | 2003 SO319               | 26 settembre 2003 | Sloan Digital Sky Survey    |
| 238193 -            | 2003 SB321               | 19 settembre 2003 | CINEOS                      |
| 238194 -            | 2003 SZ321               | 26 settembre 2003 | Sloan Digital Sky Survey    |
| 238195 -            | 2003 SG327               | 18 settembre 2003 | Spacewatch                  |
| 238196 -            | 2003 SD328               | 20 settembre 2003 | LONEOS                      |
| 238197 -            | 2003 ST361               | 22 settembre 2003 | Spacewatch                  |
| 238198 -            | 2003 SZ396               | 26 settembre 2003 | Sloan Digital Sky Survey    |
| 238199 -            | 2003 SH423               | 19 settembre 2003 | Spacewatch                  |
| 238200 -            | 2003 TD8                 | 1º ottobre 2003   | Spacewatch                  |

## 238201-238300
| Nome     | Designazione provvisoria | Data di scoperta | Scopritore                  |
| -------- | ------------------------ | ---------------- | --------------------------- |
| 238201 - | 2003 TE17                | 15 ottobre 2003  | LONEOS                      |
| 238202 - | 2003 TB56                | 5 ottobre 2003   | Spacewatch                  |
| 238203 - | 2003 TY56                | 5 ottobre 2003   | Spacewatch                  |
| 238204 - | 2003 TS58                | 2 ottobre 2003   | Spacewatch                  |
| 238205 - | 2003 UJ13                | 20 ottobre 2003  | LINEAR                      |
| 238206 - | 2003 UK29                | 23 ottobre 2003  | Uppsala-DLR Asteroid Survey |
| 238207 - | 2003 UR31                | 16 ottobre 2003  | Spacewatch                  |
| 238208 - | 2003 UB43                | 17 ottobre 2003  | Spacewatch                  |
| 238209 - | 2003 UG48                | 16 ottobre 2003  | LONEOS                      |
| 238210 - | 2003 UO55                | 18 ottobre 2003  | NEAT                        |
| 238211 - | 2003 UT67                | 16 ottobre 2003  | Spacewatch                  |
| 238212 - | 2003 UC72                | 19 ottobre 2003  | LINEAR                      |
| 238213 - | 2003 UD76                | 17 ottobre 2003  | Spacewatch                  |
| 238214 - | 2003 UZ81                | 18 ottobre 2003  | NEAT                        |
| 238215 - | 2003 UP86                | 18 ottobre 2003  | NEAT                        |
| 238216 - | 2003 UV86                | 18 ottobre 2003  | NEAT                        |
| 238217 - | 2003 UW102               | 20 ottobre 2003  | Spacewatch                  |
| 238218 - | 2003 UO103               | 20 ottobre 2003  | NEAT                        |
| 238219 - | 2003 UQ110               | 19 ottobre 2003  | Spacewatch                  |
| 238220 - | 2003 UE112               | 20 ottobre 2003  | LINEAR                      |
| 238221 - | 2003 UV118               | 17 ottobre 2003  | NEAT                        |
| 238222 - | 2003 UJ137               | 21 ottobre 2003  | LINEAR                      |
| 238223 - | 2003 UX144               | 18 ottobre 2003  | LONEOS                      |
| 238224 - | 2003 UF148               | 19 ottobre 2003  | Spacewatch                  |
| 238225 - | 2003 UA157               | 20 ottobre 2003  | LINEAR                      |
| 238226 - | 2003 UP161               | 21 ottobre 2003  | LINEAR                      |
| 238227 - | 2003 UB174               | 21 ottobre 2003  | Spacewatch                  |
| 238228 - | 2003 UZ175               | 21 ottobre 2003  | NEAT                        |
| 238229 - | 2003 UU178               | 21 ottobre 2003  | NEAT                        |
| 238230 - | 2003 UL179               | 21 ottobre 2003  | LINEAR                      |
| 238231 - | 2003 UA188               | 22 ottobre 2003  | LINEAR                      |
| 238232 - | 2003 UC198               | 21 ottobre 2003  | Spacewatch                  |
| 238233 - | 2003 UZ203               | 21 ottobre 2003  | Spacewatch                  |
| 238234 - | 2003 UW204               | 22 ottobre 2003  | Spacewatch                  |
| 238235 - | 2003 UT207               | 22 ottobre 2003  | LINEAR                      |
| 238236 - | 2003 US218               | 21 ottobre 2003  | LINEAR                      |
| 238237 - | 2003 UV220               | 22 ottobre 2003  | Spacewatch                  |
| 238238 - | 2003 UA223               | 22 ottobre 2003  | LINEAR                      |
| 238239 - | 2003 UQ226               | 22 ottobre 2003  | Spacewatch                  |
| 238240 - | 2003 UN229               | 23 ottobre 2003  | LONEOS                      |
| 238241 - | 2003 UN246               | 24 ottobre 2003  | LINEAR                      |
| 238242 - | 2003 UD251               | 25 ottobre 2003  | LINEAR                      |
| 238243 - | 2003 UW254               | 25 ottobre 2003  | LINEAR                      |
| 238244 - | 2003 UE255               | 25 ottobre 2003  | Spacewatch                  |
| 238245 - | 2003 UA261               | 26 ottobre 2003  | Spacewatch                  |
| 238246 - | 2003 UE264               | 27 ottobre 2003  | LINEAR                      |
| 238247 - | 2003 UQ275               | 29 ottobre 2003  | LINEAR                      |
| 238248 - | 2003 UY276               | 30 ottobre 2003  | LINEAR                      |
| 238249 - | 2003 UD279               | 26 ottobre 2003  | Spacewatch                  |
| 238250 - | 2003 UH294               | 16 ottobre 2003  | Spacewatch                  |
| 238251 - | 2003 UN294               | 16 ottobre 2003  | NEAT                        |
| 238252 - | 2003 UH309               | 19 ottobre 2003  | Spacewatch                  |
| 238253 - | 2003 UU354               | 19 ottobre 2003  | Spacewatch                  |
| 238254 - | 2003 UF362               | 20 ottobre 2003  | Spacewatch                  |
| 238255 - | 2003 VU3                 | 15 novembre 2003 | Spacewatch                  |
| 238256 - | 2003 VK5                 | 15 novembre 2003 | Spacewatch                  |
| 238257 - | 2003 WO                  | 16 novembre 2003 | CSS                         |
| 238258 - | 2003 WG2                 | 16 novembre 2003 | Spacewatch                  |
| 238259 - | 2003 WG3                 | 16 novembre 2003 | Spacewatch                  |
| 238260 - | 2003 WR4                 | 16 novembre 2003 | Spacewatch                  |
| 238261 - | 2003 WP9                 | 18 novembre 2003 | Spacewatch                  |
| 238262 - | 2003 WC22                | 19 novembre 2003 | LINEAR                      |
| 238263 - | 2003 WA23                | 18 novembre 2003 | Spacewatch                  |
| 238264 - | 2003 WF32                | 18 novembre 2003 | Spacewatch                  |
| 238265 - | 2003 WK45                | 19 novembre 2003 | NEAT                        |
| 238266 - | 2003 WV46                | 18 novembre 2003 | NEAT                        |
| 238267 - | 2003 WW48                | 19 novembre 2003 | Spacewatch                  |
| 238268 - | 2003 WY58                | 18 novembre 2003 | Spacewatch                  |
| 238269 - | 2003 WO61                | 19 novembre 2003 | Spacewatch                  |
| 238270 - | 2003 WP63                | 19 novembre 2003 | Spacewatch                  |
| 238271 - | 2003 WY67                | 19 novembre 2003 | Spacewatch                  |
| 238272 - | 2003 WJ68                | 19 novembre 2003 | Spacewatch                  |
| 238273 - | 2003 WY71                | 20 novembre 2003 | LINEAR                      |
| 238274 - | 2003 WU79                | 20 novembre 2003 | LINEAR                      |
| 238275 - | 2003 WG82                | 19 novembre 2003 | NEAT                        |
| 238276 - | 2003 WF89                | 16 novembre 2003 | CSS                         |
| 238277 - | 2003 WP94                | 19 novembre 2003 | LONEOS                      |
| 238278 - | 2003 WH96                | 19 novembre 2003 | LONEOS                      |
| 238279 - | 2003 WS99                | 20 novembre 2003 | LINEAR                      |
| 238280 - | 2003 WO106               | 21 novembre 2003 | LINEAR                      |
| 238281 - | 2003 WX113               | 20 novembre 2003 | LINEAR                      |
| 238282 - | 2003 WP116               | 20 novembre 2003 | LINEAR                      |
| 238283 - | 2003 WF127               | 20 novembre 2003 | LINEAR                      |
| 238284 - | 2003 WK127               | 20 novembre 2003 | LINEAR                      |
| 238285 - | 2003 WF129               | 21 novembre 2003 | LINEAR                      |
| 238286 - | 2003 WE140               | 21 novembre 2003 | LINEAR                      |
| 238287 - | 2003 WF144               | 21 novembre 2003 | LINEAR                      |
| 238288 - | 2003 WS145               | 21 novembre 2003 | LINEAR                      |
| 238289 - | 2003 WB148               | 23 novembre 2003 | Spacewatch                  |
| 238290 - | 2003 WC150               | 24 novembre 2003 | LONEOS                      |
| 238291 - | 2003 WO150               | 24 novembre 2003 | LONEOS                      |
| 238292 - | 2003 WK154               | 26 novembre 2003 | Spacewatch                  |
| 238293 - | 2003 WO155               | 26 novembre 2003 | Spacewatch                  |
| 238294 - | 2003 WG158               | 28 novembre 2003 | Spacewatch                  |
| 238295 - | 2003 WA160               | 30 novembre 2003 | Spacewatch                  |
| 238296 - | 2003 WM161               | 30 novembre 2003 | Spacewatch                  |
| 238297 - | 2003 WY165               | 30 novembre 2003 | Spacewatch                  |
| 238298 - | 2003 WZ175               | 19 novembre 2003 | Spacewatch                  |
| 238299 - | 2003 XE8                 | 4 dicembre 2003  | LINEAR                      |
| 238300 - | 2003 XT14                | 13 dicembre 2003 | LINEAR                      |

## 238301-238400
| Nome     | Designazione provvisoria | Data di scoperta | Scopritore      |
| -------- | ------------------------ | ---------------- | --------------- |
| 238301 - | 2003 XQ15                | 3 dicembre 2003  | LINEAR          |
| 238302 - | 2003 XD20                | 14 dicembre 2003 | Spacewatch      |
| 238303 - | 2003 XY22                | 1º dicembre 2003 | Spacewatch      |
| 238304 - | 2003 XZ24                | 1º dicembre 2003 | LINEAR          |
| 238305 - | 2003 XW27                | 1º dicembre 2003 | Spacewatch      |
| 238306 - | 2003 XH30                | 1º dicembre 2003 | Spacewatch      |
| 238307 - | 2003 YQ3                 | 18 dicembre 2003 | LINEAR          |
| 238308 - | 2003 YQ14                | 17 dicembre 2003 | LINEAR          |
| 238309 - | 2003 YJ21                | 17 dicembre 2003 | Spacewatch      |
| 238310 - | 2003 YH23                | 17 dicembre 2003 | Spacewatch      |
| 238311 - | 2003 YV38                | 19 dicembre 2003 | Spacewatch      |
| 238312 - | 2003 YB40                | 19 dicembre 2003 | Spacewatch      |
| 238313 - | 2003 YG53                | 19 dicembre 2003 | LINEAR          |
| 238314 - | 2003 YO59                | 19 dicembre 2003 | LINEAR          |
| 238315 - | 2003 YZ69                | 21 dicembre 2003 | LINEAR          |
| 238316 - | 2003 YB82                | 18 dicembre 2003 | LINEAR          |
| 238317 - | 2003 YT99                | 19 dicembre 2003 | LINEAR          |
| 238318 - | 2003 YW126               | 27 dicembre 2003 | LINEAR          |
| 238319 - | 2003 YH131               | 28 dicembre 2003 | LINEAR          |
| 238320 - | 2003 YX131               | 28 dicembre 2003 | LINEAR          |
| 238321 - | 2003 YP140               | 28 dicembre 2003 | LINEAR          |
| 238322 - | 2003 YU151               | 29 dicembre 2003 | LINEAR          |
| 238323 - | 2003 YU153               | 29 dicembre 2003 | CSS             |
| 238324 - | 2003 YH164               | 17 dicembre 2003 | Spacewatch      |
| 238325 - | 2003 YN173               | 19 dicembre 2003 | Spacewatch      |
| 238326 - | 2004 AG5                 | 13 gennaio 2004  | LONEOS          |
| 238327 - | 2004 AV16                | 15 gennaio 2004  | Spacewatch      |
| 238328 - | 2004 AB17                | 15 gennaio 2004  | Spacewatch      |
| 238329 - | 2004 BS4                 | 16 gennaio 2004  | NEAT            |
| 238330 - | 2004 BA5                 | 16 gennaio 2004  | NEAT            |
| 238331 - | 2004 BW16                | 16 gennaio 2004  | CSS             |
| 238332 - | 2004 BO17                | 18 gennaio 2004  | NEAT            |
| 238333 - | 2004 BB21                | 16 gennaio 2004  | Spacewatch      |
| 238334 - | 2004 BE37                | 19 gennaio 2004  | Spacewatch      |
| 238335 - | 2004 BF46                | 21 gennaio 2004  | LINEAR          |
| 238336 - | 2004 BA57                | 23 gennaio 2004  | LINEAR          |
| 238337 - | 2004 BG58                | 23 gennaio 2004  | LINEAR          |
| 238338 - | 2004 BP59                | 24 gennaio 2004  | LINEAR          |
| 238339 - | 2004 BK70                | 22 gennaio 2004  | LINEAR          |
| 238340 - | 2004 BC79                | 22 gennaio 2004  | LINEAR          |
| 238341 - | 2004 BA81                | 26 gennaio 2004  | LONEOS          |
| 238342 - | 2004 BZ86                | 22 gennaio 2004  | LINEAR          |
| 238343 - | 2004 BJ87                | 23 gennaio 2004  | LONEOS          |
| 238344 - | 2004 BL103               | 31 gennaio 2004  | LINEAR          |
| 238345 - | 2004 BS106               | 26 gennaio 2004  | LONEOS          |
| 238346 - | 2004 BW108               | 28 gennaio 2004  | CSS             |
| 238347 - | 2004 BM109               | 28 gennaio 2004  | CSS             |
| 238348 - | 2004 BP109               | 28 gennaio 2004  | CSS             |
| 238349 - | 2004 BG111               | 29 gennaio 2004  | CSS             |
| 238350 - | 2004 BQ113               | 28 gennaio 2004  | CSS             |
| 238351 - | 2004 BP116               | 27 gennaio 2004  | CSS             |
| 238352 - | 2004 BH118               | 29 gennaio 2004  | LINEAR          |
| 238353 - | 2004 BF122               | 30 gennaio 2004  | CSS             |
| 238354 - | 2004 BF132               | 17 gennaio 2004  | NEAT            |
| 238355 - | 2004 BF162               | 17 gennaio 2004  | NEAT            |
| 238356 - | 2004 CC4                 | 10 febbraio 2004 | NEAT            |
| 238357 - | 2004 CK5                 | 10 febbraio 2004 | NEAT            |
| 238358 - | 2004 CP7                 | 10 febbraio 2004 | CSS             |
| 238359 - | 2004 CJ9                 | 11 febbraio 2004 | Spacewatch      |
| 238360 - | 2004 CO24                | 12 febbraio 2004 | Spacewatch      |
| 238361 - | 2004 CV39                | 12 febbraio 2004 | Yeung, W. K. Y. |
| 238362 - | 2004 CF43                | 11 febbraio 2004 | NEAT            |
| 238363 - | 2004 CG43                | 11 febbraio 2004 | NEAT            |
| 238364 - | 2004 CP46                | 13 febbraio 2004 | Spacewatch      |
| 238365 - | 2004 CE52                | 14 febbraio 2004 | LINEAR          |
| 238366 - | 2004 CT57                | 13 febbraio 2004 | NEAT            |
| 238367 - | 2004 CK58                | 10 febbraio 2004 | CSS             |
| 238368 - | 2004 CP59                | 10 febbraio 2004 | NEAT            |
| 238369 - | 2004 CR59                | 10 febbraio 2004 | NEAT            |
| 238370 - | 2004 CO60                | 11 febbraio 2004 | NEAT            |
| 238371 - | 2004 CH63                | 12 febbraio 2004 | NEAT            |
| 238372 - | 2004 CP65                | 14 febbraio 2004 | NEAT            |
| 238373 - | 2004 CL67                | 10 febbraio 2004 | NEAT            |
| 238374 - | 2004 CR67                | 10 febbraio 2004 | NEAT            |
| 238375 - | 2004 CP70                | 12 febbraio 2004 | Spacewatch      |
| 238376 - | 2004 CN86                | 14 febbraio 2004 | Spacewatch      |
| 238377 - | 2004 CL93                | 11 febbraio 2004 | NEAT            |
| 238378 - | 2004 CN98                | 14 febbraio 2004 | CSS             |
| 238379 - | 2004 CV100               | 15 febbraio 2004 | CSS             |
| 238380 - | 2004 CA103               | 12 febbraio 2004 | NEAT            |
| 238381 - | 2004 CG106               | 14 febbraio 2004 | NEAT            |
| 238382 - | 2004 CZ108               | 15 febbraio 2004 | CSS             |
| 238383 - | 2004 CO114               | 11 febbraio 2004 | LINEAR          |
| 238384 - | 2004 CR125               | 12 febbraio 2004 | Spacewatch      |
| 238385 - | 2004 DK13                | 16 febbraio 2004 | CSS             |
| 238386 - | 2004 DS35                | 19 febbraio 2004 | LINEAR          |
| 238387 - | 2004 DF50                | 22 febbraio 2004 | Spacewatch      |
| 238388 - | 2004 DZ51                | 23 febbraio 2004 | LINEAR          |
| 238389 - | 2004 DA55                | 22 febbraio 2004 | Spacewatch      |
| 238390 - | 2004 DW78                | 21 febbraio 2004 | NEAT            |
| 238391 - | 2004 DO79                | 16 febbraio 2004 | CSS             |
| 238392 - | 2004 DU79                | 22 febbraio 2004 | Spacewatch      |
| 238393 - | 2004 ET2                 | 9 marzo 2004     | NEAT            |
| 238394 - | 2004 ET3                 | 10 marzo 2004    | NEAT            |
| 238395 - | 2004 EP5                 | 11 marzo 2004    | NEAT            |
| 238396 - | 2004 EG9                 | 10 marzo 2004    | LINEAR          |
| 238397 - | 2004 EJ9                 | 14 marzo 2004    | LINEAR          |
| 238398 - | 2004 EL9                 | 14 marzo 2004    | LINEAR          |
| 238399 - | 2004 EJ12                | 11 marzo 2004    | NEAT            |
| 238400 - | 2004 EJ15                | 11 marzo 2004    | NEAT            |

## 238401-238500
| Nome     | Designazione provvisoria | Data di scoperta  | Scopritore           |
| -------- | ------------------------ | ----------------- | -------------------- |
| 238401 - | 2004 EG18                | 12 marzo 2004     | NEAT                 |
| 238402 - | 2004 EO26                | 14 marzo 2004     | Spacewatch           |
| 238403 - | 2004 EW39                | 15 marzo 2004     | CSS                  |
| 238404 - | 2004 EC47                | 15 marzo 2004     | Spacewatch           |
| 238405 - | 2004 EA52                | 15 marzo 2004     | Spacewatch           |
| 238406 - | 2004 ED59                | 15 marzo 2004     | Spacewatch           |
| 238407 - | 2004 EE65                | 14 marzo 2004     | LINEAR               |
| 238408 - | 2004 EJ65                | 14 marzo 2004     | LINEAR               |
| 238409 - | 2004 EN65                | 14 marzo 2004     | LINEAR               |
| 238410 - | 2004 EO65                | 14 marzo 2004     | LINEAR               |
| 238411 - | 2004 ET74                | 13 marzo 2004     | NEAT                 |
| 238412 - | 2004 EY93                | 15 marzo 2004     | LINEAR               |
| 238413 - | 2004 EM112               | 15 marzo 2004     | Spacewatch           |
| 238414 - | 2004 FF2                 | 16 marzo 2004     | Tucker, R. A.        |
| 238415 - | 2004 FQ7                 | 16 marzo 2004     | LINEAR               |
| 238416 - | 2004 FZ8                 | 16 marzo 2004     | LINEAR               |
| 238417 - | 2004 FS19                | 16 marzo 2004     | Spacewatch           |
| 238418 - | 2004 FM36                | 16 marzo 2004     | LINEAR               |
| 238419 - | 2004 FX52                | 19 marzo 2004     | LINEAR               |
| 238420 - | 2004 FJ53                | 17 marzo 2004     | Spacewatch           |
| 238421 - | 2004 FN84                | 18 marzo 2004     | CSS                  |
| 238422 - | 2004 FN96                | 23 marzo 2004     | LINEAR               |
| 238423 - | 2004 FW155               | 17 marzo 2004     | Spacewatch           |
| 238424 - | 2004 GU3                 | 10 aprile 2004    | CSS                  |
| 238425 - | 2004 GM5                 | 11 aprile 2004    | NEAT                 |
| 238426 - | 2004 GX15                | 9 aprile 2004     | Siding Spring Survey |
| 238427 - | 2004 GZ36                | 14 aprile 2004    | LONEOS               |
| 238428 - | 2004 GW78                | 11 aprile 2004    | NEAT                 |
| 238429 - | 2004 HM20                | 22 aprile 2004    | Yeung, W. K. Y.      |
| 238430 - | 2004 HM63                | 21 aprile 2004    | Spacewatch           |
| 238431 - | 2004 JU8                 | 13 maggio 2004    | Spacewatch           |
| 238432 - | 2004 LZ8                 | 12 giugno 2004    | CSS                  |
| 238433 - | 2004 NP23                | 14 luglio 2004    | LINEAR               |
| 238434 - | 2004 OG2                 | 16 luglio 2004    | LINEAR               |
| 238435 - | 2004 OU13                | 22 luglio 2004    | Veillet, C.          |
| 238436 - | 2004 PZ7                 | 6 agosto 2004     | NEAT                 |
| 238437 - | 2004 PS25                | 8 agosto 2004     | LINEAR               |
| 238438 - | 2004 PQ29                | 7 agosto 2004     | NEAT                 |
| 238439 - | 2004 PD32                | 8 agosto 2004     | LINEAR               |
| 238440 - | 2004 PV35                | 8 agosto 2004     | LONEOS               |
| 238441 - | 2004 PK47                | 8 agosto 2004     | LINEAR               |
| 238442 - | 2004 PE50                | 8 agosto 2004     | LINEAR               |
| 238443 - | 2004 PC52                | 8 agosto 2004     | LINEAR               |
| 238444 - | 2004 PF58                | 9 agosto 2004     | LINEAR               |
| 238445 - | 2004 PU61                | 9 agosto 2004     | LINEAR               |
| 238446 - | 2004 PU65                | 10 agosto 2004    | LONEOS               |
| 238447 - | 2004 PV73                | 8 agosto 2004     | LINEAR               |
| 238448 - | 2004 PN75                | 8 agosto 2004     | LONEOS               |
| 238449 - | 2004 PP80                | 9 agosto 2004     | LINEAR               |
| 238450 - | 2004 PK100               | 12 agosto 2004    | LINEAR               |
| 238451 - | 2004 PA103               | 12 agosto 2004    | LINEAR               |
| 238452 - | 2004 PZ105               | 15 agosto 2004    | Siding Spring Survey |
| 238453 - | 2004 QF                  | 16 agosto 2004    | NEAT                 |
| 238454 - | 2004 QW9                 | 21 agosto 2004    | Siding Spring Survey |
| 238455 - | 2004 QS26                | 23 agosto 2004    | Spacewatch           |
| 238456 - | 2004 RK                  | 3 settembre 2004  | LONEOS               |
| 238457 - | 2004 RL7                 | 6 settembre 2004  | LINEAR               |
| 238458 - | 2004 RD14                | 6 settembre 2004  | Siding Spring Survey |
| 238459 - | 2004 RC28                | 6 settembre 2004  | Siding Spring Survey |
| 238460 - | 2004 RF32                | 7 settembre 2004  | LINEAR               |
| 238461 - | 2004 RV40                | 7 settembre 2004  | Spacewatch           |
| 238462 - | 2004 RR45                | 8 settembre 2004  | LINEAR               |
| 238463 - | 2004 RV50                | 8 settembre 2004  | LINEAR               |
| 238464 - | 2004 RH52                | 8 settembre 2004  | LINEAR               |
| 238465 - | 2004 RW62                | 8 settembre 2004  | LINEAR               |
| 238466 - | 2004 RE63                | 8 settembre 2004  | LINEAR               |
| 238467 - | 2004 RM63                | 8 settembre 2004  | LINEAR               |
| 238468 - | 2004 RA64                | 8 settembre 2004  | LINEAR               |
| 238469 - | 2004 RD64                | 8 settembre 2004  | LINEAR               |
| 238470 - | 2004 RF65                | 8 settembre 2004  | LINEAR               |
| 238471 - | 2004 RC68                | 8 settembre 2004  | LINEAR               |
| 238472 - | 2004 RH73                | 8 settembre 2004  | LINEAR               |
| 238473 - | 2004 RN76                | 8 settembre 2004  | LINEAR               |
| 238474 - | 2004 RO76                | 8 settembre 2004  | LINEAR               |
| 238475 - | 2004 RT86                | 7 settembre 2004  | LINEAR               |
| 238476 - | 2004 RP103               | 8 settembre 2004  | LINEAR               |
| 238477 - | 2004 RQ103               | 8 settembre 2004  | NEAT                 |
| 238478 - | 2004 RR104               | 8 settembre 2004  | NEAT                 |
| 238479 - | 2004 RL153               | 10 settembre 2004 | LINEAR               |
| 238480 - | 2004 RC157               | 10 settembre 2004 | LINEAR               |
| 238481 - | 2004 RP173               | 9 settembre 2004  | Spacewatch           |
| 238482 - | 2004 RF183               | 10 settembre 2004 | LINEAR               |
| 238483 - | 2004 RA192               | 10 settembre 2004 | LINEAR               |
| 238484 - | 2004 RX222               | 7 settembre 2004  | LINEAR               |
| 238485 - | 2004 RP229               | 9 settembre 2004  | Spacewatch           |
| 238486 - | 2004 RU231               | 9 settembre 2004  | Spacewatch           |
| 238487 - | 2004 RT243               | 10 settembre 2004 | Spacewatch           |
| 238488 - | 2004 RU257               | 9 settembre 2004  | LONEOS               |
| 238489 - | 2004 RU272               | 11 settembre 2004 | Spacewatch           |
| 238490 - | 2004 RT281               | 15 settembre 2004 | Spacewatch           |
| 238491 - | 2004 RC285               | 15 settembre 2004 | Spacewatch           |
| 238492 - | 2004 RR310               | 13 settembre 2004 | NEAT                 |
| 238493 - | 2004 RX313               | 15 settembre 2004 | Spacewatch           |
| 238494 - | 2004 RY337               | 15 settembre 2004 | Spacewatch           |
| 238495 - | 2004 RH338               | 15 settembre 2004 | Spacewatch           |
| 238496 - | 2004 RZ345               | 9 settembre 2004  | LINEAR               |
| 238497 - | 2004 SG25                | 21 settembre 2004 | Spacewatch           |
| 238498 - | 2004 SQ28                | 17 settembre 2004 | LINEAR               |
| 238499 - | 2004 SA30                | 17 settembre 2004 | LINEAR               |
| 238500 - | 2004 SM33                | 17 settembre 2004 | LINEAR               |

## 238501-238600
| Nome             | Designazione provvisoria | Data di scoperta  | Scopritore        |
| ---------------- | ------------------------ | ----------------- | ----------------- |
| 238501 -         | 2004 SS52                | 21 settembre 2004 | LINEAR            |
| 238502 -         | 2004 SB54                | 22 settembre 2004 | LINEAR            |
| 238503 -         | 2004 SF54                | 22 settembre 2004 | LINEAR            |
| 238504 -         | 2004 SG58                | 16 settembre 2004 | LONEOS            |
| 238505 -         | 2004 TK5                 | 4 ottobre 2004    | Spacewatch        |
| 238506 -         | 2004 TH8                 | 5 ottobre 2004    | LONEOS            |
| 238507 -         | 2004 TW12                | 7 ottobre 2004    | Tucker, R. A.     |
| 238508 -         | 2004 TO46                | 4 ottobre 2004    | Spacewatch        |
| 238509 -         | 2004 TH52                | 4 ottobre 2004    | Spacewatch        |
| 238510 -         | 2004 TH55                | 4 ottobre 2004    | Spacewatch        |
| 238511 -         | 2004 TJ68                | 5 ottobre 2004    | LONEOS            |
| 238512 -         | 2004 TF70                | 5 ottobre 2004    | NEAT              |
| 238513 -         | 2004 TU88                | 5 ottobre 2004    | Spacewatch        |
| 238514 -         | 2004 TV98                | 5 ottobre 2004    | Spacewatch        |
| 238515 -         | 2004 TN108               | 7 ottobre 2004    | LINEAR            |
| 238516 -         | 2004 TM109               | 7 ottobre 2004    | LINEAR            |
| 238517 -         | 2004 TN113               | 7 ottobre 2004    | NEAT              |
| 238518 -         | 2004 TC121               | 7 ottobre 2004    | LONEOS            |
| 238519 -         | 2004 TC133               | 7 ottobre 2004    | LONEOS            |
| 238520 -         | 2004 TZ144               | 4 ottobre 2004    | Spacewatch        |
| 238521 -         | 2004 TF151               | 6 ottobre 2004    | Spacewatch        |
| 238522 -         | 2004 TZ163               | 6 ottobre 2004    | Spacewatch        |
| 238523 -         | 2004 TV169               | 7 ottobre 2004    | LINEAR            |
| 238524 -         | 2004 TV173               | 8 ottobre 2004    | LINEAR            |
| 238525 -         | 2004 TL185               | 7 ottobre 2004    | Spacewatch        |
| 238526 -         | 2004 TE187               | 7 ottobre 2004    | Spacewatch        |
| 238527 -         | 2004 TN220               | 6 ottobre 2004    | LINEAR            |
| 238528 -         | 2004 TH240               | 10 ottobre 2004   | LINEAR            |
| 238529 -         | 2004 TR262               | 9 ottobre 2004    | LINEAR            |
| 238530 -         | 2004 TM275               | 9 ottobre 2004    | Spacewatch        |
| 238531 -         | 2004 TL278               | 9 ottobre 2004    | Spacewatch        |
| 238532 -         | 2004 TJ281               | 11 ottobre 2004   | Spacewatch        |
| 238533 -         | 2004 TM321               | 11 ottobre 2004   | Spacewatch        |
| 238534 -         | 2004 TH332               | 9 ottobre 2004    | Spacewatch        |
| 238535 -         | 2004 TQ334               | 10 ottobre 2004   | Spacewatch        |
| 238536 -         | 2004 VH6                 | 3 novembre 2004   | Spacewatch        |
| 238537 -         | 2004 VY8                 | 3 novembre 2004   | CSS               |
| 238538 -         | 2004 VU12                | 3 novembre 2004   | NEAT              |
| 238539 -         | 2004 VD19                | 4 novembre 2004   | Spacewatch        |
| 238540 -         | 2004 VM21                | 4 novembre 2004   | CSS               |
| 238541 -         | 2004 VV24                | 4 novembre 2004   | LONEOS            |
| 238542 -         | 2004 VT27                | 5 novembre 2004   | NEAT              |
| 238543 -         | 2004 VK36                | 4 novembre 2004   | Spacewatch        |
| 238544 -         | 2004 VT48                | 4 novembre 2004   | Spacewatch        |
| 238545 -         | 2004 VS62                | 6 novembre 2004   | LINEAR            |
| 238546 -         | 2004 VK65                | 13 novembre 2004  | Birtwhistle, P.   |
| 238547 -         | 2004 VL70                | 4 novembre 2004   | CSS               |
| 238548 -         | 2004 VV70                | 7 novembre 2004   | LINEAR            |
| 238549 -         | 2004 VB75                | 12 novembre 2004  | CSS               |
| 238550 -         | 2004 VP75                | 4 novembre 2004   | Spacewatch        |
| 238551 -         | 2004 VW96                | 11 novembre 2004  | Spacewatch        |
| 238552 -         | 2004 WS7                 | 19 novembre 2004  | CSS               |
| 238553 -         | 2004 XX4                 | 2 dicembre 2004   | CSS               |
| 238554 -         | 2004 XK13                | 8 dicembre 2004   | LINEAR            |
| 238555 -         | 2004 XL15                | 8 dicembre 2004   | LINEAR            |
| 238556 -         | 2004 XN21                | 8 dicembre 2004   | LINEAR            |
| 238557 -         | 2004 XK26                | 9 dicembre 2004   | Spacewatch        |
| 238558 -         | 2004 XH27                | 10 dicembre 2004  | LINEAR            |
| 238559 -         | 2004 XX28                | 10 dicembre 2004  | LINEAR            |
| 238560 -         | 2004 XO44                | 2 dicembre 2004   | LINEAR            |
| 238561 -         | 2004 XP51                | 10 dicembre 2004  | LINEAR            |
| 238562 -         | 2004 XX53                | 10 dicembre 2004  | Spacewatch        |
| 238563 -         | 2004 XN60                | 12 dicembre 2004  | Spacewatch        |
| 238564 -         | 2004 XP64                | 2 dicembre 2004   | Spacewatch        |
| 238565 -         | 2004 XQ74                | 8 dicembre 2004   | LINEAR            |
| 238566 -         | 2004 XD75                | 9 dicembre 2004   | Spacewatch        |
| 238567 -         | 2004 XO78                | 10 dicembre 2004  | LINEAR            |
| 238568 -         | 2004 XF80                | 10 dicembre 2004  | Jarnac            |
| 238569 -         | 2004 XL80                | 10 dicembre 2004  | LINEAR            |
| 238570 -         | 2004 XP86                | 13 dicembre 2004  | Spacewatch        |
| 238571 -         | 2004 XE87                | 9 dicembre 2004   | CSS               |
| 238572 -         | 2004 XO89                | 11 dicembre 2004  | LINEAR            |
| 238573 -         | 2004 XL98                | 11 dicembre 2004  | Spacewatch        |
| 238574 -         | 2004 XK111               | 14 dicembre 2004  | Spacewatch        |
| 238575 -         | 2004 XR121               | 15 dicembre 2004  | Spacewatch        |
| 238576 -         | 2004 XZ123               | 10 dicembre 2004  | LINEAR            |
| 238577 -         | 2004 XM124               | 10 dicembre 2004  | LINEAR            |
| 238578 -         | 2004 XJ126               | 12 dicembre 2004  | Spacewatch        |
| 238579 -         | 2004 XP146               | 14 dicembre 2004  | CSS               |
| 238580 -         | 2004 XC162               | 15 dicembre 2004  | CSS               |
| 238581 -         | 2004 XP163               | 15 dicembre 2004  | Spacewatch        |
| 238582 -         | 2004 XV164               | 1º dicembre 2004  | LINEAR            |
| 238583 -         | 2004 XF171               | 9 dicembre 2004   | CSS               |
| 238584 -         | 2004 XR181               | 15 dicembre 2004  | LINEAR            |
| 238585 -         | 2004 XQ191               | 11 dicembre 2004  | CSS               |
| 238586 -         | 2004 YK2                 | 16 dicembre 2004  | LINEAR            |
| 238587 -         | 2004 YX3                 | 16 dicembre 2004  | Spacewatch        |
| 238588 -         | 2004 YE4                 | 16 dicembre 2004  | Spacewatch        |
| 238589 -         | 2004 YL5                 | 20 dicembre 2004  | Wells, D.         |
| 238590 -         | 2004 YC20                | 18 dicembre 2004  | Mt. Lemmon Survey |
| 238591 -         | 2004 YS21                | 18 dicembre 2004  | Mt. Lemmon Survey |
| 238592 -         | 2004 YQ25                | 18 dicembre 2004  | LINEAR            |
| 238593 Paysdegex | 2005 AS                  | 4 gennaio 2005    | Ory, M.           |
| 238594 -         | 2005 AB4                 | 6 gennaio 2005    | CSS               |
| 238595 -         | 2005 AW5                 | 6 gennaio 2005    | CSS               |
| 238596 -         | 2005 AJ13                | 6 gennaio 2005    | LINEAR            |
| 238597 -         | 2005 AO20                | 6 gennaio 2005    | LINEAR            |
| 238598 -         | 2005 AE23                | 7 gennaio 2005    | LINEAR            |
| 238599 -         | 2005 AT23                | 7 gennaio 2005    | Spacewatch        |
| 238600 -         | 2005 AZ42                | 15 gennaio 2005   | LINEAR            |

## 238601-238700
| Nome     | Designazione provvisoria | Data di scoperta | Scopritore        |
| -------- | ------------------------ | ---------------- | ----------------- |
| 238601 - | 2005 AC45                | 15 gennaio 2005  | Spacewatch        |
| 238602 - | 2005 AN46                | 11 gennaio 2005  | LINEAR            |
| 238603 - | 2005 AS48                | 13 gennaio 2005  | Spacewatch        |
| 238604 - | 2005 AP53                | 13 gennaio 2005  | LINEAR            |
| 238605 - | 2005 AF55                | 15 gennaio 2005  | LINEAR            |
| 238606 - | 2005 AR67                | 13 gennaio 2005  | CSS               |
| 238607 - | 2005 AF75                | 15 gennaio 2005  | Spacewatch        |
| 238608 - | 2005 AW80                | 15 gennaio 2005  | Spacewatch        |
| 238609 - | 2005 AB81                | 15 gennaio 2005  | Spacewatch        |
| 238610 - | 2005 BM                  | 16 gennaio 2005  | Yeung, W. K. Y.   |
| 238611 - | 2005 BM2                 | 16 gennaio 2005  | LINEAR            |
| 238612 - | 2005 BG9                 | 16 gennaio 2005  | LINEAR            |
| 238613 - | 2005 BC10                | 16 gennaio 2005  | LINEAR            |
| 238614 - | 2005 BY10                | 16 gennaio 2005  | Spacewatch        |
| 238615 - | 2005 BP16                | 16 gennaio 2005  | LINEAR            |
| 238616 - | 2005 BT21                | 16 gennaio 2005  | Spacewatch        |
| 238617 - | 2005 BL22                | 16 gennaio 2005  | Spacewatch        |
| 238618 - | 2005 BX23                | 17 gennaio 2005  | Spacewatch        |
| 238619 - | 2005 BG24                | 17 gennaio 2005  | CSS               |
| 238620 - | 2005 BK25                | 18 gennaio 2005  | CSS               |
| 238621 - | 2005 BE39                | 16 gennaio 2005  | Veillet, C.       |
| 238622 - | 2005 CT11                | 1º febbraio 2005 | CSS               |
| 238623 - | 2005 CL12                | 1º febbraio 2005 | Piszkesteto       |
| 238624 - | 2005 CV13                | 2 febbraio 2005  | NEAT              |
| 238625 - | 2005 CB14                | 2 febbraio 2005  | Spacewatch        |
| 238626 - | 2005 CC21                | 2 febbraio 2005  | CSS               |
| 238627 - | 2005 CL21                | 2 febbraio 2005  | CSS               |
| 238628 - | 2005 CG22                | 3 febbraio 2005  | LINEAR            |
| 238629 - | 2005 CA24                | 2 febbraio 2005  | NEAT              |
| 238630 - | 2005 CK25                | 4 febbraio 2005  | Altschwendt       |
| 238631 - | 2005 CJ27                | 2 febbraio 2005  | LINEAR            |
| 238632 - | 2005 CD32                | 1º febbraio 2005 | Spacewatch        |
| 238633 - | 2005 CB36                | 3 febbraio 2005  | LINEAR            |
| 238634 - | 2005 CD48                | 2 febbraio 2005  | Spacewatch        |
| 238635 - | 2005 CT53                | 4 febbraio 2005  | Spacewatch        |
| 238636 - | 2005 CF55                | 4 febbraio 2005  | Mt. Lemmon Survey |
| 238637 - | 2005 CR65                | 9 febbraio 2005  | Spacewatch        |
| 238638 - | 2005 CB76                | 2 febbraio 2005  | Spacewatch        |
| 238639 - | 2005 EK6                 | 1º marzo 2005    | Spacewatch        |
| 238640 - | 2005 EM6                 | 1º marzo 2005    | Spacewatch        |
| 238641 - | 2005 EF11                | 2 marzo 2005     | CSS               |
| 238642 - | 2005 EL12                | 2 marzo 2005     | CSS               |
| 238643 - | 2005 EX17                | 3 marzo 2005     | Spacewatch        |
| 238644 - | 2005 EY19                | 3 marzo 2005     | CSS               |
| 238645 - | 2005 EL25                | 3 marzo 2005     | CSS               |
| 238646 - | 2005 EU25                | 3 marzo 2005     | CSS               |
| 238647 - | 2005 EK37                | 4 marzo 2005     | Mt. Lemmon Survey |
| 238648 - | 2005 EZ40                | 1º marzo 2005    | CSS               |
| 238649 - | 2005 ET42                | 3 marzo 2005     | Spacewatch        |
| 238650 - | 2005 EV44                | 3 marzo 2005     | Spacewatch        |
| 238651 - | 2005 EC45                | 3 marzo 2005     | CSS               |
| 238652 - | 2005 EE58                | 4 marzo 2005     | Mt. Lemmon Survey |
| 238653 - | 2005 EX77                | 3 marzo 2005     | CSS               |
| 238654 - | 2005 EY85                | 4 marzo 2005     | LINEAR            |
| 238655 - | 2005 EV97                | 3 marzo 2005     | CSS               |
| 238656 - | 2005 EU102               | 4 marzo 2005     | Spacewatch        |
| 238657 - | 2005 EV103               | 4 marzo 2005     | Spacewatch        |
| 238658 - | 2005 EP109               | 4 marzo 2005     | Mt. Lemmon Survey |
| 238659 - | 2005 EG114               | 4 marzo 2005     | Mt. Lemmon Survey |
| 238660 - | 2005 ER116               | 4 marzo 2005     | Mt. Lemmon Survey |
| 238661 - | 2005 EW121               | 8 marzo 2005     | LINEAR            |
| 238662 - | 2005 EN128               | 9 marzo 2005     | Spacewatch        |
| 238663 - | 2005 ES138               | 9 marzo 2005     | LINEAR            |
| 238664 - | 2005 EL143               | 10 marzo 2005    | Mt. Lemmon Survey |
| 238665 - | 2005 EJ144               | 10 marzo 2005    | Mt. Lemmon Survey |
| 238666 - | 2005 ED148               | 10 marzo 2005    | Spacewatch        |
| 238667 - | 2005 EE158               | 9 marzo 2005     | Mt. Lemmon Survey |
| 238668 - | 2005 ED160               | 9 marzo 2005     | Mt. Lemmon Survey |
| 238669 - | 2005 EQ163               | 10 marzo 2005    | Mt. Lemmon Survey |
| 238670 - | 2005 EQ171               | 7 marzo 2005     | LINEAR            |
| 238671 - | 2005 EM179               | 9 marzo 2005     | Spacewatch        |
| 238672 - | 2005 EK182               | 9 marzo 2005     | LONEOS            |
| 238673 - | 2005 EN185               | 10 marzo 2005    | Mt. Lemmon Survey |
| 238674 - | 2005 EX187               | 10 marzo 2005    | Mt. Lemmon Survey |
| 238675 - | 2005 EN192               | 11 marzo 2005    | Mt. Lemmon Survey |
| 238676 - | 2005 EC193               | 11 marzo 2005    | Mt. Lemmon Survey |
| 238677 - | 2005 EN201               | 8 marzo 2005     | CSS               |
| 238678 - | 2005 EP205               | 13 marzo 2005    | Spacewatch        |
| 238679 - | 2005 EL207               | 8 marzo 2005     | LONEOS            |
| 238680 - | 2005 EA209               | 4 marzo 2005     | Spacewatch        |
| 238681 - | 2005 EM212               | 4 marzo 2005     | CSS               |
| 238682 - | 2005 ES219               | 10 marzo 2005    | Mt. Lemmon Survey |
| 238683 - | 2005 EX226               | 9 marzo 2005     | Mt. Lemmon Survey |
| 238684 - | 2005 EF235               | 10 marzo 2005    | Mt. Lemmon Survey |
| 238685 - | 2005 EH237               | 11 marzo 2005    | Spacewatch        |
| 238686 - | 2005 ES243               | 11 marzo 2005    | Spacewatch        |
| 238687 - | 2005 EK246               | 12 marzo 2005    | Spacewatch        |
| 238688 - | 2005 EO248               | 12 marzo 2005    | Spacewatch        |
| 238689 - | 2005 EL253               | 11 marzo 2005    | Spacewatch        |
| 238690 - | 2005 EK255               | 11 marzo 2005    | Mt. Lemmon Survey |
| 238691 - | 2005 EK263               | 13 marzo 2005    | Spacewatch        |
| 238692 - | 2005 EA269               | 14 marzo 2005    | Mt. Lemmon Survey |
| 238693 - | 2005 EG269               | 15 marzo 2005    | CSS               |
| 238694 - | 2005 EO270               | 15 marzo 2005    | Spacewatch        |
| 238695 - | 2005 EX283               | 11 marzo 2005    | Spacewatch        |
| 238696 - | 2005 EE287               | 3 marzo 2005     | CSS               |
| 238697 - | 2005 ES287               | 8 marzo 2005     | LONEOS            |
| 238698 - | 2005 EM288               | 8 marzo 2005     | LINEAR            |
| 238699 - | 2005 EP323               | 10 marzo 2005    | Mt. Lemmon Survey |
| 238700 - | 2005 EC327               | 10 marzo 2005    | Mt. Lemmon Survey |

## 238701-238800
| Nome                | Designazione provvisoria | Data di scoperta | Scopritore           |
| ------------------- | ------------------------ | ---------------- | -------------------- |
| 238701 -            | 2005 EE327               | 11 marzo 2005    | Mt. Lemmon Survey    |
| 238702 -            | 2005 ED328               | 13 marzo 2005    | CSS                  |
| 238703 -            | 2005 FR4                 | 31 marzo 2005    | Jarnac               |
| 238704 -            | 2005 FO5                 | 31 marzo 2005    | Bergisch Gladbach    |
| 238705 -            | 2005 GY9                 | 2 aprile 2005    | Spacewatch           |
| 238706 -            | 2005 GF10                | 4 aprile 2005    | CSS                  |
| 238707 -            | 2005 GZ10                | 1º aprile 2005   | LONEOS               |
| 238708 -            | 2005 GD15                | 2 aprile 2005    | Mt. Lemmon Survey    |
| 238709 -            | 2005 GT21                | 4 aprile 2005    | Spacewatch           |
| 238710 Halassy      | 2005 GW21                | 4 aprile 2005    | Sarneczky, K.        |
| 238711 -            | 2005 GD35                | 2 aprile 2005    | Needville            |
| 238712 -            | 2005 GH36                | 2 aprile 2005    | CSS                  |
| 238713 -            | 2005 GQ37                | 2 aprile 2005    | Siding Spring Survey |
| 238714 -            | 2005 GP40                | 4 aprile 2005    | Mt. Lemmon Survey    |
| 238715 -            | 2005 GQ44                | 5 aprile 2005    | Mt. Lemmon Survey    |
| 238716 -            | 2005 GM45                | 5 aprile 2005    | NEAT                 |
| 238717 -            | 2005 GO47                | 5 aprile 2005    | Mt. Lemmon Survey    |
| 238718 -            | 2005 GB55                | 5 aprile 2005    | Mt. Lemmon Survey    |
| 238719 -            | 2005 GO62                | 2 aprile 2005    | Mt. Lemmon Survey    |
| 238720 -            | 2005 GB64                | 2 aprile 2005    | CSS                  |
| 238721 -            | 2005 GC67                | 2 aprile 2005    | Mt. Lemmon Survey    |
| 238722 -            | 2005 GK76                | 5 aprile 2005    | NEAT                 |
| 238723 -            | 2005 GD79                | 6 aprile 2005    | CSS                  |
| 238724 -            | 2005 GT79                | 6 aprile 2005    | Mt. Lemmon Survey    |
| 238725 -            | 2005 GE82                | 4 aprile 2005    | Mt. Lemmon Survey    |
| 238726 -            | 2005 GK82                | 4 aprile 2005    | CSS                  |
| 238727 -            | 2005 GK86                | 4 aprile 2005    | CSS                  |
| 238728 -            | 2005 GU86                | 4 aprile 2005    | Mt. Lemmon Survey    |
| 238729 -            | 2005 GZ87                | 5 aprile 2005    | LONEOS               |
| 238730 -            | 2005 GT101               | 9 aprile 2005    | Spacewatch           |
| 238731 -            | 2005 GD105               | 10 aprile 2005   | Spacewatch           |
| 238732 -            | 2005 GO108               | 10 aprile 2005   | Mt. Lemmon Survey    |
| 238733 -            | 2005 GS110               | 10 aprile 2005   | Mt. Lemmon Survey    |
| 238734 -            | 2005 GN116               | 11 aprile 2005   | Spacewatch           |
| 238735 -            | 2005 GC118               | 11 aprile 2005   | Mt. Lemmon Survey    |
| 238736 -            | 2005 GT120               | 5 aprile 2005    | Mt. Lemmon Survey    |
| 238737 -            | 2005 GM121               | 5 aprile 2005    | Spacewatch           |
| 238738 -            | 2005 GY125               | 11 aprile 2005   | Mt. Lemmon Survey    |
| 238739 -            | 2005 GJ128               | 12 aprile 2005   | LINEAR               |
| 238740 -            | 2005 GS130               | 8 aprile 2005    | LINEAR               |
| 238741 -            | 2005 GX131               | 10 aprile 2005   | Spacewatch           |
| 238742 -            | 2005 GQ134               | 10 aprile 2005   | Mt. Lemmon Survey    |
| 238743 -            | 2005 GV134               | 10 aprile 2005   | Mt. Lemmon Survey    |
| 238744 -            | 2005 GB141               | 14 aprile 2005   | Spacewatch           |
| 238745 -            | 2005 GA144               | 10 aprile 2005   | Spacewatch           |
| 238746 -            | 2005 GG150               | 11 aprile 2005   | Spacewatch           |
| 238747 -            | 2005 GJ160               | 12 aprile 2005   | Spacewatch           |
| 238748 -            | 2005 GD164               | 10 aprile 2005   | Mt. Lemmon Survey    |
| 238749 -            | 2005 GZ171               | 13 aprile 2005   | Spacewatch           |
| 238750 -            | 2005 GL174               | 14 aprile 2005   | Spacewatch           |
| 238751 -            | 2005 GG225               | 2 aprile 2005    | Mt. Lemmon Survey    |
| 238752 -            | 2005 HF4                 | 30 aprile 2005   | Lowe, A.             |
| 238753 -            | 2005 HY7                 | 30 aprile 2005   | NEAT                 |
| 238754 -            | 2005 HN10                | 16 aprile 2005   | Spacewatch           |
| 238755 -            | 2005 JA1                 | 3 maggio 2005    | LINEAR               |
| 238756 -            | 2005 JY3                 | 2 maggio 2005    | Spacewatch           |
| 238757 -            | 2005 JB15                | 2 maggio 2005    | Spacewatch           |
| 238758 -            | 2005 JK16                | 4 maggio 2005    | Spacewatch           |
| 238759 -            | 2005 JY20                | 4 maggio 2005    | NEAT                 |
| 238760 -            | 2005 JP28                | 3 maggio 2005    | Spacewatch           |
| 238761 -            | 2005 JW54                | 4 maggio 2005    | Mt. Lemmon Survey    |
| 238762 -            | 2005 JK61                | 8 maggio 2005    | Spacewatch           |
| 238763 -            | 2005 JT68                | 6 maggio 2005    | LINEAR               |
| 238764 -            | 2005 JV81                | 3 maggio 2005    | Spacewatch           |
| 238765 -            | 2005 JJ82                | 6 maggio 2005    | Mt. Lemmon Survey    |
| 238766 -            | 2005 JF85                | 8 maggio 2005    | LINEAR               |
| 238767 -            | 2005 JV85                | 8 maggio 2005    | Mt. Lemmon Survey    |
| 238768 -            | 2005 JD87                | 9 maggio 2005    | Mt. Lemmon Survey    |
| 238769 -            | 2005 JL93                | 11 maggio 2005   | NEAT                 |
| 238770 -            | 2005 JN93                | 11 maggio 2005   | NEAT                 |
| 238771 Juhászbalázs | 2005 JB94                | 12 maggio 2005   | Sarneczky, K.        |
| 238772 -            | 2005 JZ94                | 7 maggio 2005    | Mt. Lemmon Survey    |
| 238773 -            | 2005 JO97                | 8 maggio 2005    | Spacewatch           |
| 238774 -            | 2005 JM106               | 11 maggio 2005   | NEAT                 |
| 238775 -            | 2005 JV127               | 12 maggio 2005   | LINEAR               |
| 238776 -            | 2005 JR136               | 12 maggio 2005   | Spacewatch           |
| 238777 -            | 2005 JO138               | 13 maggio 2005   | Spacewatch           |
| 238778 -            | 2005 JB139               | 13 maggio 2005   | Mt. Lemmon Survey    |
| 238779 -            | 2005 JF139               | 13 maggio 2005   | CSS                  |
| 238780 -            | 2005 JD145               | 15 maggio 2005   | Mt. Lemmon Survey    |
| 238781 -            | 2005 JD147               | 15 maggio 2005   | NEAT                 |
| 238782 -            | 2005 JK147               | 15 maggio 2005   | NEAT                 |
| 238783 -            | 2005 JA150               | 3 maggio 2005    | Spacewatch           |
| 238784 -            | 2005 JK151               | 3 maggio 2005    | CSS                  |
| 238785 -            | 2005 JE162               | 8 maggio 2005    | Spacewatch           |
| 238786 -            | 2005 JK162               | 8 maggio 2005    | Spacewatch           |
| 238787 -            | 2005 JX180               | 4 maggio 2005    | LONEOS               |
| 238788 -            | 2005 KX3                 | 17 maggio 2005   | Mt. Lemmon Survey    |
| 238789 -            | 2005 KA9                 | 19 maggio 2005   | Mt. Lemmon Survey    |
| 238790 -            | 2005 KY9                 | 30 maggio 2005   | Broughton, J.        |
| 238791 -            | 2005 KZ11                | 30 maggio 2005   | Siding Spring Survey |
| 238792 -            | 2005 KU13                | 16 maggio 2005   | Mt. Lemmon Survey    |
| 238793 -            | 2005 KE14                | 20 maggio 2005   | Mt. Lemmon Survey    |
| 238794 -            | 2005 LO1                 | 1º giugno 2005   | Mt. Lemmon Survey    |
| 238795 -            | 2005 LK4                 | 1º giugno 2005   | Spacewatch           |
| 238796 -            | 2005 LF10                | 3 giugno 2005    | Spacewatch           |
| 238797 -            | 2005 LM21                | 6 giugno 2005    | Spacewatch           |
| 238798 -            | 2005 LZ21                | 9 giugno 2005    | CSS                  |
| 238799 -            | 2005 LU22                | 8 giugno 2005    | Spacewatch           |
| 238800 -            | 2005 LL27                | 9 giugno 2005    | Spacewatch           |

## 238801-238900
| Nome          | Designazione provvisoria | Data di scoperta  | Scopritore           |
| ------------- | ------------------------ | ----------------- | -------------------- |
| 238801 -      | 2005 LF36                | 13 giugno 2005    | Mt. Lemmon Survey    |
| 238802 -      | 2005 LB38                | 11 giugno 2005    | Spacewatch           |
| 238803 -      | 2005 LB53                | 1º giugno 2005    | Mt. Lemmon Survey    |
| 238804 -      | 2005 LH53                | 13 giugno 2005    | Mt. Lemmon Survey    |
| 238805 -      | 2005 LZ53                | 8 giugno 2005     | Spacewatch           |
| 238806 -      | 2005 MQ1                 | 16 giugno 2005    | Broughton, J.        |
| 238807 -      | 2005 MQ7                 | 27 giugno 2005    | Mt. Lemmon Survey    |
| 238808 -      | 2005 MS10                | 27 giugno 2005    | Spacewatch           |
| 238809 -      | 2005 MT13                | 28 giugno 2005    | Spacewatch           |
| 238810 -      | 2005 MY29                | 29 giugno 2005    | Spacewatch           |
| 238811 -      | 2005 NO20                | 6 luglio 2005     | Siding Spring Survey |
| 238812 -      | 2005 ND23                | 4 luglio 2005     | LINEAR               |
| 238813 -      | 2005 NT70                | 4 luglio 2005     | NEAT                 |
| 238814 -      | 2005 NU123               | 15 luglio 2005    | Spacewatch           |
| 238815 -      | 2005 OQ16                | 30 luglio 2005    | NEAT                 |
| 238816 -      | 2005 PU9                 | 4 agosto 2005     | NEAT                 |
| 238817 Titeuf | 2005 PQ16                | 10 agosto 2005    | Ory, M.              |
| 238818 -      | 2005 PO23                | 6 agosto 2005     | Siding Spring Survey |
| 238819 -      | 2005 QL1                 | 22 agosto 2005    | NEAT                 |
| 238820 -      | 2005 QX4                 | 24 agosto 2005    | Siding Spring Survey |
| 238821 -      | 2005 QJ9                 | 25 agosto 2005    | NEAT                 |
| 238822 -      | 2005 QQ60                | 26 agosto 2005    | LONEOS               |
| 238823 -      | 2005 QK73                | 29 agosto 2005    | LONEOS               |
| 238824 -      | 2005 QK90                | 25 agosto 2005    | NEAT                 |
| 238825 -      | 2005 SH10                | 26 settembre 2005 | LINEAR               |
| 238826 -      | 2005 SJ62                | 26 settembre 2005 | Spacewatch           |
| 238827 -      | 2005 SE85                | 24 settembre 2005 | Spacewatch           |
| 238828 -      | 2005 SU100               | 25 settembre 2005 | Spacewatch           |
| 238829 -      | 2005 SZ185               | 29 settembre 2005 | NEAT                 |
| 238830 -      | 2005 TM13                | 3 ottobre 2005    | LINEAR               |
| 238831 -      | 2005 TZ61                | 4 ottobre 2005    | Mt. Lemmon Survey    |
| 238832 -      | 2005 TG65                | 1º ottobre 2005   | Spacewatch           |
| 238833 -      | 2005 TZ82                | 3 ottobre 2005    | LINEAR               |
| 238834 -      | 2005 TN134               | 10 ottobre 2005   | Spacewatch           |
| 238835 -      | 2005 TX179               | 6 ottobre 2005    | CSS                  |
| 238836 -      | 2005 TX190               | 13 ottobre 2005   | Spacewatch           |
| 238837 -      | 2005 UH2                 | 23 ottobre 2005   | Tucker, R. A.        |
| 238838 -      | 2005 UH9                 | 21 ottobre 2005   | NEAT                 |
| 238839 -      | 2005 UE13                | 22 ottobre 2005   | Spacewatch           |
| 238840 -      | 2005 UX29                | 23 ottobre 2005   | CSS                  |
| 238841 -      | 2005 UY124               | 24 ottobre 2005   | Spacewatch           |
| 238842 -      | 2005 UX147               | 26 ottobre 2005   | Spacewatch           |
| 238843 -      | 2005 UM172               | 24 ottobre 2005   | Spacewatch           |
| 238844 -      | 2005 US185               | 25 ottobre 2005   | Mt. Lemmon Survey    |
| 238845 -      | 2005 UX196               | 24 ottobre 2005   | Spacewatch           |
| 238846 -      | 2005 US220               | 25 ottobre 2005   | Spacewatch           |
| 238847 -      | 2005 UR279               | 24 ottobre 2005   | Spacewatch           |
| 238848 -      | 2005 UO456               | 30 ottobre 2005   | CSS                  |
| 238849 -      | 2005 UH491               | 24 ottobre 2005   | NEAT                 |
| 238850 -      | 2005 UL530               | 24 ottobre 2005   | Tholen, D. J.        |
| 238851 -      | 2005 VS3                 | 1º novembre 2005  | LINEAR               |
| 238852 -      | 2005 VZ6                 | 12 novembre 2005  | LINEAR               |
| 238853 -      | 2005 VZ30                | 4 novembre 2005   | Spacewatch           |
| 238854 -      | 2005 VL86                | 4 novembre 2005   | Mt. Lemmon Survey    |
| 238855 -      | 2005 WN6                 | 21 novembre 2005  | CSS                  |
| 238856 -      | 2005 WQ77                | 25 novembre 2005  | Spacewatch           |
| 238857 -      | 2005 WN87                | 28 novembre 2005  | Mt. Lemmon Survey    |
| 238858 -      | 2005 WV113               | 28 novembre 2005  | Spacewatch           |
| 238859 -      | 2005 WB116               | 30 novembre 2005  | LINEAR               |
| 238860 -      | 2005 WJ125               | 25 novembre 2005  | Mt. Lemmon Survey    |
| 238861 -      | 2005 WL140               | 26 novembre 2005  | Mt. Lemmon Survey    |
| 238862 -      | 2005 WV150               | 28 novembre 2005  | LINEAR               |
| 238863 -      | 2005 WK158               | 26 novembre 2005  | Mt. Lemmon Survey    |
| 238864 -      | 2005 WJ180               | 21 novembre 2005  | CSS                  |
| 238865 -      | 2005 XA6                 | 1º dicembre 2005  | Mt. Lemmon Survey    |
| 238866 -      | 2005 XP18                | 1º dicembre 2005  | Spacewatch           |
| 238867 -      | 2005 XP20                | 2 dicembre 2005   | Spacewatch           |
| 238868 -      | 2005 XQ26                | 4 dicembre 2005   | Spacewatch           |
| 238869 -      | 2005 XB35                | 4 dicembre 2005   | Spacewatch           |
| 238870 -      | 2005 XA37                | 4 dicembre 2005   | Spacewatch           |
| 238871 -      | 2005 XS49                | 2 dicembre 2005   | Spacewatch           |
| 238872 -      | 2005 XN56                | 5 dicembre 2005   | LINEAR               |
| 238873 -      | 2005 XN91                | 10 dicembre 2005  | Spacewatch           |
| 238874 -      | 2005 YD5                 | 21 dicembre 2005  | Spacewatch           |
| 238875 -      | 2005 YT15                | 22 dicembre 2005  | Spacewatch           |
| 238876 -      | 2005 YU24                | 24 dicembre 2005  | Spacewatch           |
| 238877 -      | 2005 YP25                | 24 dicembre 2005  | Spacewatch           |
| 238878 -      | 2005 YB27                | 22 dicembre 2005  | Spacewatch           |
| 238879 -      | 2005 YP29                | 25 dicembre 2005  | Spacewatch           |
| 238880 -      | 2005 YE32                | 22 dicembre 2005  | Spacewatch           |
| 238881 -      | 2005 YM40                | 27 dicembre 2005  | Eskridge             |
| 238882 -      | 2005 YY42                | 24 dicembre 2005  | Spacewatch           |
| 238883 -      | 2005 YK43                | 24 dicembre 2005  | Spacewatch           |
| 238884 -      | 2005 YV48                | 22 dicembre 2005  | Spacewatch           |
| 238885 -      | 2005 YC51                | 25 dicembre 2005  | Mt. Lemmon Survey    |
| 238886 -      | 2005 YB64                | 24 dicembre 2005  | Spacewatch           |
| 238887 -      | 2005 YB66                | 25 dicembre 2005  | Spacewatch           |
| 238888 -      | 2005 YR71                | 24 dicembre 2005  | Spacewatch           |
| 238889 -      | 2005 YS72                | 24 dicembre 2005  | Spacewatch           |
| 238890 -      | 2005 YG86                | 25 dicembre 2005  | Mt. Lemmon Survey    |
| 238891 -      | 2005 YT91                | 26 dicembre 2005  | Mt. Lemmon Survey    |
| 238892 -      | 2005 YB94                | 26 dicembre 2005  | CSS                  |
| 238893 -      | 2005 YE94                | 26 dicembre 2005  | CSS                  |
| 238894 -      | 2005 YZ118               | 26 dicembre 2005  | Mt. Lemmon Survey    |
| 238895 -      | 2005 YU123               | 24 dicembre 2005  | LINEAR               |
| 238896 -      | 2005 YH138               | 26 dicembre 2005  | Spacewatch           |
| 238897 -      | 2005 YX150               | 25 dicembre 2005  | Spacewatch           |
| 238898 -      | 2005 YM153               | 29 dicembre 2005  | CSS                  |
| 238899 -      | 2005 YY154               | 29 dicembre 2005  | Spacewatch           |
| 238900 -      | 2005 YT163               | 28 dicembre 2005  | Spacewatch           |

## 238901-239000
| Nome     | Designazione provvisoria | Data di scoperta | Scopritore        |
| -------- | ------------------------ | ---------------- | ----------------- |
| 238901 - | 2005 YP172               | 23 dicembre 2005 | LINEAR            |
| 238902 - | 2005 YO184               | 27 dicembre 2005 | Spacewatch        |
| 238903 - | 2005 YA185               | 27 dicembre 2005 | CSS               |
| 238904 - | 2005 YH187               | 28 dicembre 2005 | Spacewatch        |
| 238905 - | 2005 YE192               | 30 dicembre 2005 | Spacewatch        |
| 238906 - | 2005 YA193               | 30 dicembre 2005 | Spacewatch        |
| 238907 - | 2005 YD205               | 26 dicembre 2005 | Mt. Lemmon Survey |
| 238908 - | 2005 YT227               | 25 dicembre 2005 | Spacewatch        |
| 238909 - | 2005 YH269               | 25 dicembre 2005 | Mt. Lemmon Survey |
| 238910 - | 2005 YN269               | 25 dicembre 2005 | Mt. Lemmon Survey |
| 238911 - | 2006 AJ6                 | 3 gennaio 2006   | LINEAR            |
| 238912 - | 2006 AB9                 | 2 gennaio 2006   | CSS               |
| 238913 - | 2006 AE9                 | 3 gennaio 2006   | LINEAR            |
| 238914 - | 2006 AR12                | 4 gennaio 2006   | Mt. Lemmon Survey |
| 238915 - | 2006 AA15                | 5 gennaio 2006   | Mt. Lemmon Survey |
| 238916 - | 2006 AE16                | 4 gennaio 2006   | Spacewatch        |
| 238917 - | 2006 AR24                | 5 gennaio 2006   | Spacewatch        |
| 238918 - | 2006 AW26                | 5 gennaio 2006   | CSS               |
| 238919 - | 2006 AD29                | 6 gennaio 2006   | LONEOS            |
| 238920 - | 2006 AJ37                | 4 gennaio 2006   | Spacewatch        |
| 238921 - | 2006 AQ37                | 4 gennaio 2006   | Spacewatch        |
| 238922 - | 2006 AR41                | 5 gennaio 2006   | LONEOS            |
| 238923 - | 2006 AG43                | 6 gennaio 2006   | Spacewatch        |
| 238924 - | 2006 AN57                | 8 gennaio 2006   | Mt. Lemmon Survey |
| 238925 - | 2006 AQ59                | 5 gennaio 2006   | Spacewatch        |
| 238926 - | 2006 AT76                | 5 gennaio 2006   | Mt. Lemmon Survey |
| 238927 - | 2006 AX82                | 10 gennaio 2006  | Spacewatch        |
| 238928 - | 2006 AQ83                | 5 gennaio 2006   | CSS               |
| 238929 - | 2006 AZ83                | 5 gennaio 2006   | LONEOS            |
| 238930 - | 2006 AY84                | 6 gennaio 2006   | LONEOS            |
| 238931 - | 2006 AZ85                | 12 gennaio 2006  | NEAT              |
| 238932 - | 2006 AF90                | 6 gennaio 2006   | Mt. Lemmon Survey |
| 238933 - | 2006 AP96                | 7 gennaio 2006   | LONEOS            |
| 238934 - | 2006 AU100               | 6 gennaio 2006   | Mt. Lemmon Survey |
| 238935 - | 2006 AW100               | 7 gennaio 2006   | Mt. Lemmon Survey |
| 238936 - | 2006 BE6                 | 20 gennaio 2006  | CSS               |
| 238937 - | 2006 BY6                 | 20 gennaio 2006  | Spacewatch        |
| 238938 - | 2006 BH11                | 20 gennaio 2006  | Spacewatch        |
| 238939 - | 2006 BJ13                | 22 gennaio 2006  | LONEOS            |
| 238940 - | 2006 BC17                | 22 gennaio 2006  | LONEOS            |
| 238941 - | 2006 BJ17                | 22 gennaio 2006  | Mt. Lemmon Survey |
| 238942 - | 2006 BU17                | 22 gennaio 2006  | Mt. Lemmon Survey |
| 238943 - | 2006 BV19                | 22 gennaio 2006  | LONEOS            |
| 238944 - | 2006 BD24                | 23 gennaio 2006  | Mt. Lemmon Survey |
| 238945 - | 2006 BT25                | 22 gennaio 2006  | LONEOS            |
| 238946 - | 2006 BE26                | 22 gennaio 2006  | LONEOS            |
| 238947 - | 2006 BT33                | 21 gennaio 2006  | Spacewatch        |
| 238948 - | 2006 BA38                | 23 gennaio 2006  | Spacewatch        |
| 238949 - | 2006 BL43                | 23 gennaio 2006  | Spacewatch        |
| 238950 - | 2006 BD44                | 23 gennaio 2006  | Spacewatch        |
| 238951 - | 2006 BW53                | 25 gennaio 2006  | Spacewatch        |
| 238952 - | 2006 BS60                | 26 gennaio 2006  | Spacewatch        |
| 238953 - | 2006 BG68                | 23 gennaio 2006  | Spacewatch        |
| 238954 - | 2006 BJ80                | 23 gennaio 2006  | Spacewatch        |
| 238955 - | 2006 BC81                | 23 gennaio 2006  | Spacewatch        |
| 238956 - | 2006 BD83                | 24 gennaio 2006  | LINEAR            |
| 238957 - | 2006 BB90                | 25 gennaio 2006  | Spacewatch        |
| 238958 - | 2006 BF94                | 26 gennaio 2006  | Spacewatch        |
| 238959 - | 2006 BK94                | 26 gennaio 2006  | Spacewatch        |
| 238960 - | 2006 BS100               | 30 gennaio 2006  | Observatoire Naef |
| 238961 - | 2006 BC102               | 23 gennaio 2006  | Mt. Lemmon Survey |
| 238962 - | 2006 BB103               | 23 gennaio 2006  | Mt. Lemmon Survey |
| 238963 - | 2006 BJ115               | 26 gennaio 2006  | Spacewatch        |
| 238964 - | 2006 BJ117               | 26 gennaio 2006  | Spacewatch        |
| 238965 - | 2006 BK125               | 26 gennaio 2006  | Spacewatch        |
| 238966 - | 2006 BB127               | 26 gennaio 2006  | Spacewatch        |
| 238967 - | 2006 BN130               | 26 gennaio 2006  | Spacewatch        |
| 238968 - | 2006 BH142               | 26 gennaio 2006  | Spacewatch        |
| 238969 - | 2006 BE148               | 31 gennaio 2006  | Spacewatch        |
| 238970 - | 2006 BU151               | 25 gennaio 2006  | Spacewatch        |
| 238971 - | 2006 BK154               | 25 gennaio 2006  | Spacewatch        |
| 238972 - | 2006 BN154               | 25 gennaio 2006  | Spacewatch        |
| 238973 - | 2006 BW156               | 25 gennaio 2006  | Spacewatch        |
| 238974 - | 2006 BN157               | 25 gennaio 2006  | Spacewatch        |
| 238975 - | 2006 BE163               | 26 gennaio 2006  | Mt. Lemmon Survey |
| 238976 - | 2006 BX164               | 26 gennaio 2006  | Spacewatch        |
| 238977 - | 2006 BL180               | 27 gennaio 2006  | Mt. Lemmon Survey |
| 238978 - | 2006 BO189               | 28 gennaio 2006  | Spacewatch        |
| 238979 - | 2006 BT189               | 28 gennaio 2006  | Spacewatch        |
| 238980 - | 2006 BL195               | 30 gennaio 2006  | Spacewatch        |
| 238981 - | 2006 BZ205               | 31 gennaio 2006  | Mt. Lemmon Survey |
| 238982 - | 2006 BG208               | 31 gennaio 2006  | CSS               |
| 238983 - | 2006 BT211               | 31 gennaio 2006  | Spacewatch        |
| 238984 - | 2006 BZ216               | 26 gennaio 2006  | CSS               |
| 238985 - | 2006 BY225               | 30 gennaio 2006  | Spacewatch        |
| 238986 - | 2006 BS226               | 30 gennaio 2006  | Spacewatch        |
| 238987 - | 2006 BO227               | 30 gennaio 2006  | Spacewatch        |
| 238988 - | 2006 BV238               | 31 gennaio 2006  | Mt. Lemmon Survey |
| 238989 - | 2006 BD248               | 31 gennaio 2006  | Spacewatch        |
| 238990 - | 2006 BH252               | 31 gennaio 2006  | Spacewatch        |
| 238991 - | 2006 BB253               | 31 gennaio 2006  | Spacewatch        |
| 238992 - | 2006 BH260               | 31 gennaio 2006  | Spacewatch        |
| 238993 - | 2006 BK263               | 31 gennaio 2006  | Spacewatch        |
| 238994 - | 2006 BF266               | 31 gennaio 2006  | Spacewatch        |
| 238995 - | 2006 BK266               | 31 gennaio 2006  | Spacewatch        |
| 238996 - | 2006 BO274               | 30 gennaio 2006  | Spacewatch        |
| 238997 - | 2006 CQ7                 | 1º febbraio 2006 | Mt. Lemmon Survey |
| 238998 - | 2006 CG36                | 2 febbraio 2006  | Mt. Lemmon Survey |
| 238999 - | 2006 CJ41                | 2 febbraio 2006  | Spacewatch        |
| 239000 - | 2006 CB44                | 2 febbraio 2006  | Spacewatch        |